# The Savage Playground
The Savage Playground – czwarty album studyjny szwedzkiego zespołu glam metalowego Crashdïet wydany 22 stycznia 2013 roku.

## Lista utworów
1. „Change the World” – 5:34
2. „Cocaine Cowboys” – 4:20
3. „Anarchy” – 2:59
4. „California” – 4:33
5. „Lickin' Dog” – 3:07
6. „Circus” – 4:33
7. „Sin City” – 3:36
8. „Got a Reason” – 4:33
9. „Drinkin' Without You” – 4:12
10. „Snakes in Paradise” – 4:27
11. „Damaged Kid” – 3:48
12. „Excited” – 5:35
13. „Garden of Babylon” – 7:14
14. „Liquid Jesus” (Utwór dodatkowy) – 4:16

## Twórcy
| - Simon Cruz – śpiew - Martin Sweet – gitara, wokal wspierający - Peter London – gitara basowa, wokal wspierający - Eric Young – perkusja, wokal wspierający - Kyle “Mr Maniac” McKay – śpiew (gościnnie) |  | - Ida Maria Schwahn – skrzypce - Otto Wellton – pianino, produkcja, miks - Tobias Lindell – miks - Mats Lindfors – mastering - Maléna – okładka |